# Pavel Rudolf
Pavel Rudolf (* 21. červen 1943, Brno) je český malíř, kreslíř a grafik, tvůrce autorských knih a realizací v prostoru. Je představitelem geometrické abstrakce, neokonstruktivismu a československé konceptuální tvorby.

## Biografie
V letech 1959–1963 vystudoval Střední uměleckoprůmyslovou školü v Brně, v letech 1963–1967 Pedagogickou fakultu Masarykovy univerzity v Brně (obory výtvarná výchova a matematika).
Je nebo byl členem Klubu konkrétistů 2, výtvarné skupiny Jiná geometrie, skupiny Geometrie a TT Klubu výtvarných umělců a teoretiků.
Samostatně vystavuje od roku 1969. Žije a pracuje v Brně.

## Tvorba
Tvorba Pavla Rudolfa vychází z názoru, že všechny jevy podléhají zákonům proměn a vývoje, nic není neměnné a jednou provždy dané, všechno je v pohybu. Je dán pouze bod, ale ten se také pohybuje. Mezi jevy navzájem existují určité vztahy a vzájemná ovlivňování.
Ve své práci užívá geometrických tvarů a konstrukcí, kdy každá geometrická figura je určena svými vrcholy a spojnicemi těchto bodů, které tvoří kostru obrazce. Spojnice jsou zviditelněné vztahy mezi body a ty jsou pro jeho konstrukce určující. Pro proměny obrazců volí jednoduchá pravidla. Konstrukce vychází z předem daného útvaru a výsledná podoba je dána použitím předem zvoleného pravidla, které je závazné.
Od roku 1998, kdy se vrátil k médiu obrazu, začal do svých prací zapojovat prvky lineární geometrické konstrukce spjaté s barvou. Velkým souborem byly struktury, vznikající postupným rýsováním kružnic či půlkružnic podle určitého jednoduchého pravidla.
Jeho zásahy do tištěných materiálů a fotografií, hudební partitury, textové záznamy a prostorová tvorba přinášejí prvky konceptuálního umění, aniž by se vytratily vazby na geometrické tvarosloví.
Jeho tvorbu pravidelně sledoval teoretik umění Jiří Valoch.

## Výstavy

### Autorské výstavy (výběr)[2]
- 1969 Klub školství a vědy Bedřicha Václavka, Brno
- 1973 Grafika, Palác šlechtičen, Brno
- 1979 Minigalerie VÚVeL, Brno
- 1980 Divadlo hudby (Galerie Titanic), Olomouc

- 1984 Kresby a grafika, Kabinet grafiky, Dům pánů z Kunštátu, Brno
- 1986 Prostor 2, Galerie H, Kostelec nad Černými lesy
- 1987 Transformace, projekce, Galerie v předsálí, Blansko
- 1987 Malá galerie Vysoké školy veterinární (VŠV), Brno
- 1989 Rysunki, Pax, Poznaň, Polsko
- 1989 Galerie Opatov, Praha
- 1989 Kresby, Vysokoškolský klub, Brno
- 1990 Kresby, grafiky, koláže, Galerie na chodbě, Kostelec nad Černými lesy

- 1992 Galerie Lindner, Wien (s J. Valochem)
- 1992 Galerie Jaroslava Krále, Dům umění, Brno
- 1994 Galerie Esprit, Plzeň
- 1996 Galerie Lindner, Wien
- 1996 Muzeum V. Lőfflera, Košice
- 1996 Okresní muzeum, Louny (s V. Sedlákovou a S. Zippem)
- 1999 Galerie Goller, Selb
- 1999 Malá výstavní síň, nemocnice Louny
- 2000 Dům umění, Opava
- 2000 Galerie Aspekt, Brno
- 2001 Galerie Lindner, Wien
- 2001 Výstavní síň Telecomu, Louny
- 2002 Galerie Caesar, Olomouc
- 2002 Výstavní síň Synagoga, Hranice
- 2003 Geofyzikální ústav AV ČR, Praha[3]
- 2003 Galéria Komart, Bratislava
- 2004 Galerie Jiřího Jílka, Šumperk
- 2006 Galerie Aspekt, Brno
- 2006 Galerie Jelení, Praha
- 2007 Minigalerie 6.15, Zlín
- 2008 Výstavní síň Sokolská 26, Ostrava (s T. Hlavinou)

- 2009 Partitury, Galerie Beseda, Ostrava

- 2012 Grafické partitury, Památník Leoše Janáčka, Brno
- 2013 Lekce malého „o“, Polička/Shelf, Praha
- 2013 Obrazy, kresby, texty, Zámek Klenová, Klatovy
- 2014 Bilder und Texte, Galerie Lindner, Wien,
- 2015 Hommage to the Black Square, Galerie Lindner, Wien
- 2017/2018 Alojz Klimo & Pavel Rudolf, Galerie Závodný, Mikulov[4]
- 2018 Grafické partitury, Památník Leoše Janáčka, Brno
- 2018 Obrazy, Geofyzikální ústav AV ČR, přednáškový sál, Praha

### Společné výstavy (výběr)[2]
- 1983 Galerie H, Kostelec nad Černými lesy
- 1984 Minisalon Jazzové sekce, Praha

## Zastoupení ve veřejných sbírkách
Muzeum města Brna; Moravská galerie, Brno; Muzeum umění, Olomouc; Horácká galerie, Nové Město na Moravě; Městské muzeum a galerie, Břeclav; Galerie Klatovy – Klenová; Galerie Benedikta Rejta, Louny; Národní galerie, Praha; Památník národního písemnictví, Praha